# THE 世代感
『THE 世代感』（ザせだいかん）は、テレビ朝日系列で放送されているバラエティ番組。
2022年9月29日から2023年8月10日までは『ニンチド調査ショー』（ニンチドちょうさショー）のタイトルで毎週木曜日の19:00 - 20:00（JST）に、また2023年9月16日から2024年9月14日までは『ザ・ニンチドショー』のタイトルで毎週土曜日の22:00 - 22:54（JST）に放送されていた。
2024年10月12日からは『THE 世代感』のタイトルで放送。2025年3月1日までの放送時間は『ザ・ニンチドショー』時代と同じく毎週土曜日の22:00 - 22:54（JST）だったが同年4月の改編により4月5日からは毎週土曜日の22:00 - 22:30の30分に短縮された。

## 概要
「10代が好きな昔の曲は?」「80代が斬新だと思う歌手・アーティストは?」など世の中の人物や事柄の認知度を世代ごとに調査した結果をクイズ形式で出題するバラエティ番組。
当番組は2021年から放送されている元日特番「おしょうバズTV」にて初回である2021年元日と当番組の放送が開始される直前の2022年元日に実施されていた「若者に聞いた最近使われない言葉認知度ランキング」企画と「大人はよく使ったもの10代はわかるか?」調査が元となっている。
また、当番組の元である「おしょうバズTV」と一部スタッフが共通しているため「おしょうバズTV」でも同様の企画が放送されている。
なお、レギュラー化されてからは、20時台の『林修の今、知りたいでしょ!』と隔週2 - 3時間スペシャルで放送されており、通常放送は一度もなかったが、2022年12月22日で初めての通常放送された。
2023年2月以降はさらに放送頻度が減少。月1回程度の放送となっており、特に2024年2月は1度も放送されていない。
2023年3月2日放送分からはゲストを「昭和世代」と「令和世代」に分けるリニューアルが行われた。それ以降は音楽企画が中心となり、番組タイトルと乖離した内容が増えている。
2023年3月25日（土）14:30 - 15:30に『ニンチド調査ショー土曜特別編 “令和世代に刺され!昭和世代ゲキ推しプレゼンショー”』をテレビ朝日・静岡朝日テレビ・メ〜テレ・KBCの4局ネットで放送したが本来の内容とは異なり、昭和世代のタレントが令和世代のタレントに対し、昭和世代の文化についてプレゼンテーションする企画となった。
2023年9月に『楽しく学ぶ!世界動画ニュース』と枠を交換し、『ザ・ニンチドショー』に改題の上、土曜 22:00 - 22:54のプライムタイムに移動。
2024年10月12日（土）より、タイトルを『THE 世代感』に改題し、新聞のテレビ欄には新番組であることを示す新番組マークが付けられ、改題後は昭和・平成の街の風景を見た若者が、何に驚いたかを当てる企画がメインとなった。改題後は2025年3月まで不定期に『サタデーステーション』を10分拡大する形で22:10 - 22:54の44分間の短縮放送となっていた。
2025年4月5日放送分からは4月の改編により当時間を分割し、前半の22:00 - 22:30の30分間での放送となった。

## 出演者
MC
- 後藤輝基（フットボールアワー）
- ホラン千秋

## OPテーマ
- 『抱きしめてTONIGHT』（田原俊彦）

## EDテーマ
- 『学園天国』（小泉今日子）

## 放送リスト

### ニンチド調査ショー

#### パイロット版
| 回 | 放送日  | テーマ                                                           | ゲスト |
| -- | ------- | ---------------------------------------------------------------- | --- |
| 1  | 4月10日 | タレント名見せて「これ誰？」                                     | - 山瀬まみ - ゆうちゃみ - パンサー - モト冬樹 |
| 1  | 4月10日 | 80代に調査「今 若者に人気の歌手は？」                            | - 山瀬まみ - ゆうちゃみ - パンサー - モト冬樹 |
| 1  | 4月10日 | 10代に調査「昔の流行 ダサい？逆にアリ？」                        | - 山瀬まみ - ゆうちゃみ - パンサー - モト冬樹 |
| 1  | 4月10日 | 70代に調査「芸人の名前は？元の意味は？」                         | - 山瀬まみ - ゆうちゃみ - パンサー - モト冬樹 |
| 2  | 6月22日 | 懐かしい&新しいものを一斉ニンチド調査                            | - 梅沢富美男 - 藤本敏史（FUJIWARA） - 渡辺正行 - 大久保佳代子（オアシズ） - 松本伊代 - 高田純次 - 高橋茂雄（サバンナ） - 関根勤 - 磯山さやか - 伊集院光 - 加藤諒 - 井上咲楽 - 石田たくみ（カミナリ） - 福田麻貴（3時のヒロイン） - 王林 - サーヤ（ラランド） |
| 2  | 6月22日 | 10代に調査「かつて当たり前に使っていた言葉知っていますか？」     | - 梅沢富美男 - 藤本敏史（FUJIWARA） - 渡辺正行 - 大久保佳代子（オアシズ） - 松本伊代 - 高田純次 - 高橋茂雄（サバンナ） - 関根勤 - 磯山さやか - 伊集院光 - 加藤諒 - 井上咲楽 - 石田たくみ（カミナリ） - 福田麻貴（3時のヒロイン） - 王林 - サーヤ（ラランド） |
| 2  | 6月22日 | 80代に調査「新しい（斬新）だなと思う歌手・アーティストって誰？」 | - 梅沢富美男 - 藤本敏史（FUJIWARA） - 渡辺正行 - 大久保佳代子（オアシズ） - 松本伊代 - 高田純次 - 高橋茂雄（サバンナ） - 関根勤 - 磯山さやか - 伊集院光 - 加藤諒 - 井上咲楽 - 石田たくみ（カミナリ） - 福田麻貴（3時のヒロイン） - 王林 - サーヤ（ラランド） |
| 2  | 6月22日 | タレントニンチド調査                                             | - 梅沢富美男 - 藤本敏史（FUJIWARA） - 渡辺正行 - 大久保佳代子（オアシズ） - 松本伊代 - 高田純次 - 高橋茂雄（サバンナ） - 関根勤 - 磯山さやか - 伊集院光 - 加藤諒 - 井上咲楽 - 石田たくみ（カミナリ） - 福田麻貴（3時のヒロイン） - 王林 - サーヤ（ラランド） |
| 2  | 6月22日 | 全世代に調査「そのファッションどっちの名前で呼んでいる？」       | - 梅沢富美男 - 藤本敏史（FUJIWARA） - 渡辺正行 - 大久保佳代子（オアシズ） - 松本伊代 - 高田純次 - 高橋茂雄（サバンナ） - 関根勤 - 磯山さやか - 伊集院光 - 加藤諒 - 井上咲楽 - 石田たくみ（カミナリ） - 福田麻貴（3時のヒロイン） - 王林 - サーヤ（ラランド） |
| 2  | 6月22日 | 10代が最も驚いた「昭和・平成の常識」は？                         | - 梅沢富美男 - 藤本敏史（FUJIWARA） - 渡辺正行 - 大久保佳代子（オアシズ） - 松本伊代 - 高田純次 - 高橋茂雄（サバンナ） - 関根勤 - 磯山さやか - 伊集院光 - 加藤諒 - 井上咲楽 - 石田たくみ（カミナリ） - 福田麻貴（3時のヒロイン） - 王林 - サーヤ（ラランド） |
| 2  | 6月22日 | 80代に調査「今、1番人気がある女優さんといえば？」                | - 梅沢富美男 - 藤本敏史（FUJIWARA） - 渡辺正行 - 大久保佳代子（オアシズ） - 松本伊代 - 高田純次 - 高橋茂雄（サバンナ） - 関根勤 - 磯山さやか - 伊集院光 - 加藤諒 - 井上咲楽 - 石田たくみ（カミナリ） - 福田麻貴（3時のヒロイン） - 王林 - サーヤ（ラランド） |
| 2  | 6月22日 | 70代に調査「芸人のニンチド何と同じ？」                           | - 梅沢富美男 - 藤本敏史（FUJIWARA） - 渡辺正行 - 大久保佳代子（オアシズ） - 松本伊代 - 高田純次 - 高橋茂雄（サバンナ） - 関根勤 - 磯山さやか - 伊集院光 - 加藤諒 - 井上咲楽 - 石田たくみ（カミナリ） - 福田麻貴（3時のヒロイン） - 王林 - サーヤ（ラランド） |
| 2  | 6月22日 | 10代に調査「好きな曲の中で最も昔の曲は？」                       | - 梅沢富美男 - 藤本敏史（FUJIWARA） - 渡辺正行 - 大久保佳代子（オアシズ） - 松本伊代 - 高田純次 - 高橋茂雄（サバンナ） - 関根勤 - 磯山さやか - 伊集院光 - 加藤諒 - 井上咲楽 - 石田たくみ（カミナリ） - 福田麻貴（3時のヒロイン） - 王林 - サーヤ（ラランド） |

#### レギュラー版

##### 2022年
| 回 | 放送日   | テーマ                                                         | ゲスト | ゲスト | 備考                     |
| -- | -------- | -------------------------------------------------------------- | --- | --- | ------------------------ |
| 1  | 9月29日  | 10代が最も知らない「昔は当たり前だったもの」は？               | - 藤本美貴 - 大久保佳代子（オアシズ） - 石原良純 - 高橋茂雄（サバンナ） - あばれる君 - 池田美優 - 長嶋一茂     | - 藤本美貴 - 大久保佳代子（オアシズ） - 石原良純 - 高橋茂雄（サバンナ） - あばれる君 - 池田美優 - 長嶋一茂     | 2時間SP（19:00 - 20:54） |
| 1  | 9月29日  | タレント名見せて「これ誰？」                                   | - 藤本美貴 - 大久保佳代子（オアシズ） - 石原良純 - 高橋茂雄（サバンナ） - あばれる君 - 池田美優 - 長嶋一茂     | - 藤本美貴 - 大久保佳代子（オアシズ） - 石原良純 - 高橋茂雄（サバンナ） - あばれる君 - 池田美優 - 長嶋一茂     | 2時間SP（19:00 - 20:54） |
| 1  | 9月29日  | 80代に調査 タレント名見せて「これ誰？」                        | - 藤本美貴 - 大久保佳代子（オアシズ） - 石原良純 - 高橋茂雄（サバンナ） - あばれる君 - 池田美優 - 長嶋一茂     | - 藤本美貴 - 大久保佳代子（オアシズ） - 石原良純 - 高橋茂雄（サバンナ） - あばれる君 - 池田美優 - 長嶋一茂     | 2時間SP（19:00 - 20:54） |
| 1  | 9月29日  | 80代に調査「今一番人気だと思う男性俳優」は？                   | - 藤本美貴 - 大久保佳代子（オアシズ） - 石原良純 - 高橋茂雄（サバンナ） - あばれる君 - 池田美優 - 長嶋一茂     | - 藤本美貴 - 大久保佳代子（オアシズ） - 石原良純 - 高橋茂雄（サバンナ） - あばれる君 - 池田美優 - 長嶋一茂     | 2時間SP（19:00 - 20:54） |
| 1  | 9月29日  | 10代が最も驚いた「昭和・平成の常識」は？                       | - 藤本美貴 - 大久保佳代子（オアシズ） - 石原良純 - 高橋茂雄（サバンナ） - あばれる君 - 池田美優 - 長嶋一茂     | - 藤本美貴 - 大久保佳代子（オアシズ） - 石原良純 - 高橋茂雄（サバンナ） - あばれる君 - 池田美優 - 長嶋一茂     | 2時間SP（19:00 - 20:54） |
| 1  | 9月29日  | 70代に調査「斬新な曲だなと思う歌手」1位は？                    | - 藤本美貴 - 大久保佳代子（オアシズ） - 石原良純 - 高橋茂雄（サバンナ） - あばれる君 - 池田美優 - 長嶋一茂     | - 藤本美貴 - 大久保佳代子（オアシズ） - 石原良純 - 高橋茂雄（サバンナ） - あばれる君 - 池田美優 - 長嶋一茂     | 2時間SP（19:00 - 20:54） |
| 2  | 10月20日 | 10代に調査 タレント名見せて「これ誰？」                        | - 中尾彬 - 小峠英二（バイきんぐ） - 加賀まりこ - 井森美幸 - ヒコロヒー - 山之内すず                            | - 中尾彬 - 小峠英二（バイきんぐ） - 加賀まりこ - 井森美幸 - ヒコロヒー - 山之内すず                            | 2時間SP（19:00 - 20:54） |
| 2  | 10月20日 | 10代が最も知らない「昔は当たり前だった商品」は?                | - 中尾彬 - 小峠英二（バイきんぐ） - 加賀まりこ - 井森美幸 - ヒコロヒー - 山之内すず                            | - 中尾彬 - 小峠英二（バイきんぐ） - 加賀まりこ - 井森美幸 - ヒコロヒー - 山之内すず                            | 2時間SP（19:00 - 20:54） |
| 2  | 10月20日 | 80代に調査 タレント名見せて「これ誰？」                        | - 中尾彬 - 小峠英二（バイきんぐ） - 加賀まりこ - 井森美幸 - ヒコロヒー - 山之内すず                            | - 中尾彬 - 小峠英二（バイきんぐ） - 加賀まりこ - 井森美幸 - ヒコロヒー - 山之内すず                            | 2時間SP（19:00 - 20:54） |
| 2  | 10月20日 | 80代に調査「最近結婚したビッグカップル」といえば？             | - 中尾彬 - 小峠英二（バイきんぐ） - 加賀まりこ - 井森美幸 - ヒコロヒー - 山之内すず                            | - 中尾彬 - 小峠英二（バイきんぐ） - 加賀まりこ - 井森美幸 - ヒコロヒー - 山之内すず                            | 2時間SP（19:00 - 20:54） |
| 2  | 10月20日 | 呼び方が変わる世代の境界はどこ？                               | - 中尾彬 - 小峠英二（バイきんぐ） - 加賀まりこ - 井森美幸 - ヒコロヒー - 山之内すず                            | - 中尾彬 - 小峠英二（バイきんぐ） - 加賀まりこ - 井森美幸 - ヒコロヒー - 山之内すず                            | 2時間SP（19:00 - 20:54） |
| 2  | 10月20日 | 10代に調査「懐かしいと思う曲」第1位は？                        | - 中尾彬 - 小峠英二（バイきんぐ） - 加賀まりこ - 井森美幸 - ヒコロヒー - 山之内すず                            | - 中尾彬 - 小峠英二（バイきんぐ） - 加賀まりこ - 井森美幸 - ヒコロヒー - 山之内すず                            | 2時間SP（19:00 - 20:54） |
| 3  | 11月3日  | 10代に調査 タレント名見せて「これ誰？」                        | - 中山秀征 - 泉ピン子 - 神田愛花 - 小籔千豊 - 小倉優子 - 藤田ニコル                                            | - 中山秀征 - 泉ピン子 - 神田愛花 - 小籔千豊 - 小倉優子 - 藤田ニコル                                            | 2時間SP（19:00 - 20:54） |
| 3  | 11月3日  | 10代に調査「かつて当たり前に使っていた言葉 知っていますか？」  | - 中山秀征 - 泉ピン子 - 神田愛花 - 小籔千豊 - 小倉優子 - 藤田ニコル                                            | - 中山秀征 - 泉ピン子 - 神田愛花 - 小籔千豊 - 小倉優子 - 藤田ニコル                                            | 2時間SP（19:00 - 20:54） |
| 3  | 11月3日  | 10代が最も知らない「昔は当たり前だったもの」は？               | - 中山秀征 - 泉ピン子 - 神田愛花 - 小籔千豊 - 小倉優子 - 藤田ニコル                                            | - 中山秀征 - 泉ピン子 - 神田愛花 - 小籔千豊 - 小倉優子 - 藤田ニコル                                            | 2時間SP（19:00 - 20:54） |
| 3  | 11月3日  | タレントニンチド調査 80代はどれくらい知っている？              | - 中山秀征 - 泉ピン子 - 神田愛花 - 小籔千豊 - 小倉優子 - 藤田ニコル                                            | - 中山秀征 - 泉ピン子 - 神田愛花 - 小籔千豊 - 小倉優子 - 藤田ニコル                                            | 2時間SP（19:00 - 20:54） |
| 3  | 11月3日  | 80代に調査「若い人が今観ておくべき映画」は？                   | - 中山秀征 - 泉ピン子 - 神田愛花 - 小籔千豊 - 小倉優子 - 藤田ニコル                                            | - 中山秀征 - 泉ピン子 - 神田愛花 - 小籔千豊 - 小倉優子 - 藤田ニコル                                            | 2時間SP（19:00 - 20:54） |
| 3  | 11月3日  | 50代・10代に調査「若い人に『ダサい』と思われているLINE術」は？ | - 中山秀征 - 泉ピン子 - 神田愛花 - 小籔千豊 - 小倉優子 - 藤田ニコル                                            | - 中山秀征 - 泉ピン子 - 神田愛花 - 小籔千豊 - 小倉優子 - 藤田ニコル                                            | 2時間SP（19:00 - 20:54） |
| 3  | 11月3日  | 10代が最も驚いた「昭和・平成の当たり前」は？                   | - 中山秀征 - 泉ピン子 - 神田愛花 - 小籔千豊 - 小倉優子 - 藤田ニコル                                            | - 中山秀征 - 泉ピン子 - 神田愛花 - 小籔千豊 - 小倉優子 - 藤田ニコル                                            | 2時間SP（19:00 - 20:54） |
| 3  | 11月3日  | 10代に調査「好きな映画の中で『最も昔の作品』」は？             | - 中山秀征 - 泉ピン子 - 神田愛花 - 小籔千豊 - 小倉優子 - 藤田ニコル                                            | - 中山秀征 - 泉ピン子 - 神田愛花 - 小籔千豊 - 小倉優子 - 藤田ニコル                                            | 2時間SP（19:00 - 20:54） |
| 4  | 11月24日 | 10代に調査 タレント名見せて「これ誰？」                        | - 北斗晶 - 朝日奈央 - 中尾ミエ - 斉藤慎二（ジャングルポケット） - 松木安太郎 - カンニング竹山 - トラウデン直美 | - 北斗晶 - 朝日奈央 - 中尾ミエ - 斉藤慎二（ジャングルポケット） - 松木安太郎 - カンニング竹山 - トラウデン直美 | 2時間SP（19:00 - 20:54） |
| 4  | 11月24日 | 10代が最も知らない「昔はあたり前だったもの」は？               | - 北斗晶 - 朝日奈央 - 中尾ミエ - 斉藤慎二（ジャングルポケット） - 松木安太郎 - カンニング竹山 - トラウデン直美 | - 北斗晶 - 朝日奈央 - 中尾ミエ - 斉藤慎二（ジャングルポケット） - 松木安太郎 - カンニング竹山 - トラウデン直美 | 2時間SP（19:00 - 20:54） |
| 4  | 11月24日 | 10代が最も驚いた「昭和・平成の常識」は？                       | - 北斗晶 - 朝日奈央 - 中尾ミエ - 斉藤慎二（ジャングルポケット） - 松木安太郎 - カンニング竹山 - トラウデン直美 | - 北斗晶 - 朝日奈央 - 中尾ミエ - 斉藤慎二（ジャングルポケット） - 松木安太郎 - カンニング竹山 - トラウデン直美 | 2時間SP（19:00 - 20:54） |
| 4  | 11月24日 | 80代に調査 タレント名見せて「これ誰？」                        | - 北斗晶 - 朝日奈央 - 中尾ミエ - 斉藤慎二（ジャングルポケット） - 松木安太郎 - カンニング竹山 - トラウデン直美 | - 北斗晶 - 朝日奈央 - 中尾ミエ - 斉藤慎二（ジャングルポケット） - 松木安太郎 - カンニング竹山 - トラウデン直美 | 2時間SP（19:00 - 20:54） |
| 4  | 11月24日 | 80代女性に聞いた 「なりたい顔」第1位は？                       | - 北斗晶 - 朝日奈央 - 中尾ミエ - 斉藤慎二（ジャングルポケット） - 松木安太郎 - カンニング竹山 - トラウデン直美 | - 北斗晶 - 朝日奈央 - 中尾ミエ - 斉藤慎二（ジャングルポケット） - 松木安太郎 - カンニング竹山 - トラウデン直美 | 2時間SP（19:00 - 20:54） |
| 4  | 11月24日 | 10代に調査「昭和・平成の流行 アリ？ナシ？」                    | - 北斗晶 - 朝日奈央 - 中尾ミエ - 斉藤慎二（ジャングルポケット） - 松木安太郎 - カンニング竹山 - トラウデン直美 | - 北斗晶 - 朝日奈央 - 中尾ミエ - 斉藤慎二（ジャングルポケット） - 松木安太郎 - カンニング竹山 - トラウデン直美 | 2時間SP（19:00 - 20:54） |
| 5  | 12月8日  | 10代に調査 タレント名見せて「これ誰？」                        | - 松本明子 - 狩野英孝 - 綾小路きみまろ - ビビる大木 - 足立梨花 - 峯岸みなみ                                    | - 松本明子 - 狩野英孝 - 綾小路きみまろ - ビビる大木 - 足立梨花 - 峯岸みなみ                                    | 2時間SP（19:00 - 20:54） |
| 5  | 12月8日  | 10代が最も知らない「昔は当たり前だった言葉」は？               | - 松本明子 - 狩野英孝 - 綾小路きみまろ - ビビる大木 - 足立梨花 - 峯岸みなみ                                    | - 松本明子 - 狩野英孝 - 綾小路きみまろ - ビビる大木 - 足立梨花 - 峯岸みなみ                                    | 2時間SP（19:00 - 20:54） |
| 5  | 12月8日  | 80代に調査 タレント名見せて「これ誰？」                        | - 松本明子 - 狩野英孝 - 綾小路きみまろ - ビビる大木 - 足立梨花 - 峯岸みなみ                                    | - 松本明子 - 狩野英孝 - 綾小路きみまろ - ビビる大木 - 足立梨花 - 峯岸みなみ                                    | 2時間SP（19:00 - 20:54） |
| 5  | 12月8日  | 10代に調査「斬新な昭和歌謡曲」第1位は？                        | - 松本明子 - 狩野英孝 - 綾小路きみまろ - ビビる大木 - 足立梨花 - 峯岸みなみ                                    | - 松本明子 - 狩野英孝 - 綾小路きみまろ - ビビる大木 - 足立梨花 - 峯岸みなみ                                    | 2時間SP（19:00 - 20:54） |
| 5  | 12月8日  | 10代が最も驚いた「昭和・平成の常識」は?                        | - 松本明子 - 狩野英孝 - 綾小路きみまろ - ビビる大木 - 足立梨花 - 峯岸みなみ                                    | - 松本明子 - 狩野英孝 - 綾小路きみまろ - ビビる大木 - 足立梨花 - 峯岸みなみ                                    | 2時間SP（19:00 - 20:54） |
| 5  | 12月8日  | 10代に調査「昭和・平成の流行 アリ？ナシ？」                    | - 松本明子 - 狩野英孝 - 綾小路きみまろ - ビビる大木 - 足立梨花 - 峯岸みなみ                                    | - 松本明子 - 狩野英孝 - 綾小路きみまろ - ビビる大木 - 足立梨花 - 峯岸みなみ                                    | 2時間SP（19:00 - 20:54） |
| 6  | 12月22日 | 10代が最も驚いた「昭和・平成の常識」は？                       | - 千秋 - 鈴木亜美 - 美川憲一 - 渡辺満里奈 - 中岡創一（ロッチ） - 横澤夏子 - 井上咲楽                           | - 千秋 - 鈴木亜美 - 美川憲一 - 渡辺満里奈 - 中岡創一（ロッチ） - 横澤夏子 - 井上咲楽                           | 6分短縮（19:00 - 19:54） |
| 6  | 12月22日 | 60代に調査「若者に聴いてほしいアーティスト」は？               | - 千秋 - 鈴木亜美 - 美川憲一 - 渡辺満里奈 - 中岡創一（ロッチ） - 横澤夏子 - 井上咲楽                           | - 千秋 - 鈴木亜美 - 美川憲一 - 渡辺満里奈 - 中岡創一（ロッチ） - 横澤夏子 - 井上咲楽                           | 6分短縮（19:00 - 19:54） |
| 6  | 12月22日 | 70代に調査「若者に聴いてほしい歌」第1位は？                    | - 千秋 - 鈴木亜美 - 美川憲一 - 渡辺満里奈 - 中岡創一（ロッチ） - 横澤夏子 - 井上咲楽                           | - 千秋 - 鈴木亜美 - 美川憲一 - 渡辺満里奈 - 中岡創一（ロッチ） - 横澤夏子 - 井上咲楽                           | 6分短縮（19:00 - 19:54） |
| 6  | 12月22日 | 80代に調査「若者に聴いてほしい歌」第1位は？                    | - 千秋 - 鈴木亜美 - 美川憲一 - 渡辺満里奈 - 中岡創一（ロッチ） - 横澤夏子 - 井上咲楽                           | - 千秋 - 鈴木亜美 - 美川憲一 - 渡辺満里奈 - 中岡創一（ロッチ） - 横澤夏子 - 井上咲楽                           | 6分短縮（19:00 - 19:54） |

##### 2023年
| 回           | 放送日  | テーマ                                                           | ゲスト                                                                                        | ゲスト                                                                                        | 備考                      |
| ------------ | ------- | ---------------------------------------------------------------- | --------------------------------------------------------------------------------------------- | --------------------------------------------------------------------------------------------- | ------------------------- |
| 7            | 1月5日  | 10代が最も知らない「昭和・平成のテレビの当たり前」               | - 柳葉敏郎 - 柏木由紀 - 島崎和歌子 - 西田ひかる - 陣内智則 - 研ナオコ - 稲村亜美              | - 柳葉敏郎 - 柏木由紀 - 島崎和歌子 - 西田ひかる - 陣内智則 - 研ナオコ - 稲村亜美              | 2時間SP（19:00 - 20:54）  |
| 7            | 1月5日  | 全世代に調査「あなたにとって究極のラブソング」とは？             | - 柳葉敏郎 - 柏木由紀 - 島崎和歌子 - 西田ひかる - 陣内智則 - 研ナオコ - 稲村亜美              | - 柳葉敏郎 - 柏木由紀 - 島崎和歌子 - 西田ひかる - 陣内智則 - 研ナオコ - 稲村亜美              | 2時間SP（19:00 - 20:54）  |
| 7            | 1月5日  | 全世代に調査「カラオケで盛り上がる定番曲」とは？                 | - 柳葉敏郎 - 柏木由紀 - 島崎和歌子 - 西田ひかる - 陣内智則 - 研ナオコ - 稲村亜美              | - 柳葉敏郎 - 柏木由紀 - 島崎和歌子 - 西田ひかる - 陣内智則 - 研ナオコ - 稲村亜美              | 2時間SP（19:00 - 20:54）  |
| 7            | 1月5日  | 10代に調査「昭和～平成で一大ブームになった言葉知っていますか？」 | - 柳葉敏郎 - 柏木由紀 - 島崎和歌子 - 西田ひかる - 陣内智則 - 研ナオコ - 稲村亜美              | - 柳葉敏郎 - 柏木由紀 - 島崎和歌子 - 西田ひかる - 陣内智則 - 研ナオコ - 稲村亜美              | 2時間SP（19:00 - 20:54）  |
| 8            | 1月26日 | 10代が最も驚いた「昭和・平成のテレビの常識」                     | - 矢田亜希子 - 武田鉄矢 - 榊原郁恵 - カズレーザー（メイプル超合金） - 松村沙友理 - ゆうちゃみ | - 矢田亜希子 - 武田鉄矢 - 榊原郁恵 - カズレーザー（メイプル超合金） - 松村沙友理 - ゆうちゃみ | 2時間SP（19:00 - 20:54）  |
| 8            | 1月26日 | 10代が最も知らない「平成の名言・名セリフ」は？                   | - 矢田亜希子 - 武田鉄矢 - 榊原郁恵 - カズレーザー（メイプル超合金） - 松村沙友理 - ゆうちゃみ | - 矢田亜希子 - 武田鉄矢 - 榊原郁恵 - カズレーザー（メイプル超合金） - 松村沙友理 - ゆうちゃみ | 2時間SP（19:00 - 20:54）  |
| 8            | 1月26日 | 全世代に調査「あなたにとって”絶対的冬ソング”」といえば？         | - 矢田亜希子 - 武田鉄矢 - 榊原郁恵 - カズレーザー（メイプル超合金） - 松村沙友理 - ゆうちゃみ | - 矢田亜希子 - 武田鉄矢 - 榊原郁恵 - カズレーザー（メイプル超合金） - 松村沙友理 - ゆうちゃみ | 2時間SP（19:00 - 20:54）  |
| 8            | 1月26日 | 知らないけど面白い！ 低ニンチド家電 テレビ編                     | - 矢田亜希子 - 武田鉄矢 - 榊原郁恵 - カズレーザー（メイプル超合金） - 松村沙友理 - ゆうちゃみ | - 矢田亜希子 - 武田鉄矢 - 榊原郁恵 - カズレーザー（メイプル超合金） - 松村沙友理 - ゆうちゃみ | 2時間SP（19:00 - 20:54）  |
| 9            | 2月9日  | 若者が最も驚いた「昭和時代の常識」は?                            | - 和田アキ子 - 徳光和夫 - 中尾彬 - 藤田ニコル - 宮下草薙 - 大原優乃                           | - 和田アキ子 - 徳光和夫 - 中尾彬 - 藤田ニコル - 宮下草薙 - 大原優乃                           | 2時間SP（19:00 - 20:54）  |
| 9            | 2月9日  | 80代に調査「人生で一番笑った芸人」は？                           | - 和田アキ子 - 徳光和夫 - 中尾彬 - 藤田ニコル - 宮下草薙 - 大原優乃                           | - 和田アキ子 - 徳光和夫 - 中尾彬 - 藤田ニコル - 宮下草薙 - 大原優乃                           | 2時間SP（19:00 - 20:54）  |
| 9            | 2月9日  | 全世代に調査「女心を見事に歌った”歌手”」といえば？               | - 和田アキ子 - 徳光和夫 - 中尾彬 - 藤田ニコル - 宮下草薙 - 大原優乃                           | - 和田アキ子 - 徳光和夫 - 中尾彬 - 藤田ニコル - 宮下草薙 - 大原優乃                           | 2時間SP（19:00 - 20:54）  |
| 9            | 2月9日  | 昭和世代ゲストの昔のヤバいお仕事                                 | - 和田アキ子 - 徳光和夫 - 中尾彬 - 藤田ニコル - 宮下草薙 - 大原優乃                           | - 和田アキ子 - 徳光和夫 - 中尾彬 - 藤田ニコル - 宮下草薙 - 大原優乃                           | 2時間SP（19:00 - 20:54）  |
| 9            | 2月9日  | 今ではありえない！？ 昭和ドラマ・映画の演出                      | - 和田アキ子 - 徳光和夫 - 中尾彬 - 藤田ニコル - 宮下草薙 - 大原優乃                           | - 和田アキ子 - 徳光和夫 - 中尾彬 - 藤田ニコル - 宮下草薙 - 大原優乃                           | 2時間SP（19:00 - 20:54）  |
| リニューアル |         |                                                                  |                                                                                               |                                                                                               |                           |
| 回           | 放送日  | テーマ                                                           | 昭和世代                                                                                      | 令和世代                                                                                      | 備考                      |
| 10           | 3月2日  | 昭和世代が令和世代に伝えたい！ 昔の常識                          | - 浅野ゆう子 - 森口博子 - 高橋茂雄（サバンナ） - 長嶋一茂                                     | - ティモンディ - 富田鈴花（日向坂46） - 松田好花（日向坂46）                                  | 2時間SP（19:00 - 20:54）  |
| 10           | 3月2日  | 全世代に調査「子どもの頃踊ったダンス曲」といえば？               | - 浅野ゆう子 - 森口博子 - 高橋茂雄（サバンナ） - 長嶋一茂                                     | - ティモンディ - 富田鈴花（日向坂46） - 松田好花（日向坂46）                                  | 2時間SP（19:00 - 20:54）  |
| 10           | 3月2日  | 昭和世代が令和世代に伝えたい歌謡曲                               | - 浅野ゆう子 - 森口博子 - 高橋茂雄（サバンナ） - 長嶋一茂                                     | - ティモンディ - 富田鈴花（日向坂46） - 松田好花（日向坂46）                                  | 2時間SP（19:00 - 20:54）  |
| 10           | 3月2日  | 一茂&浅野&森口の貴重映像クイズ                                   | - 浅野ゆう子 - 森口博子 - 高橋茂雄（サバンナ） - 長嶋一茂                                     | - ティモンディ - 富田鈴花（日向坂46） - 松田好花（日向坂46）                                  | 2時間SP（19:00 - 20:54）  |
| 11           | 4月20日 | やっぱりバブルはスゴかった！SP                                   | - 武田修宏 - 大久保佳代子 - 石原良純 - 高橋茂雄（サバンナ）                                   | - 池田美優 - 東京ホテイソン - 井桁弘恵 - 田村保乃（櫻坂46）                                   | 2時間SP（19:00 - 20:54）  |
| 11           | 4月20日 | 昭和・平成・令和の「カリスマミュージシャン」といえば？           | - 武田修宏 - 大久保佳代子 - 石原良純 - 高橋茂雄（サバンナ）                                   | - 池田美優 - 東京ホテイソン - 井桁弘恵 - 田村保乃（櫻坂46）                                   | 2時間SP（19:00 - 20:54）  |
| 12           | 5月4日  | 昭和世代が令和世代に伝えたい名曲                                 | - アンミカ - 高橋茂雄（サバンナ） - 長嶋一茂 - 早見優                                         | - 一ノ瀬美空（乃木坂46） - 霜降り明星 - 菅原咲月（乃木坂46）                                  | 2時間SP（19:00 - 20:54）  |
| 12           | 5月4日  | 今では考えられない「昭和・平成の常識」                           | - アンミカ - 高橋茂雄（サバンナ） - 長嶋一茂 - 早見優                                         | - 一ノ瀬美空（乃木坂46） - 霜降り明星 - 菅原咲月（乃木坂46）                                  | 2時間SP（19:00 - 20:54）  |
| 12           | 5月4日  | 80代に調査「人生で一番感動したスポーツ名場面」                   | - アンミカ - 高橋茂雄（サバンナ） - 長嶋一茂 - 早見優                                         | - 一ノ瀬美空（乃木坂46） - 霜降り明星 - 菅原咲月（乃木坂46）                                  | 2時間SP（19:00 - 20:54）  |
| 12           | 5月4日  | 全世代に調査「同世代で“一番歌が上手い“と思う男性アーティスト」   | - アンミカ - 高橋茂雄（サバンナ） - 長嶋一茂 - 早見優                                         | - 一ノ瀬美空（乃木坂46） - 霜降り明星 - 菅原咲月（乃木坂46）                                  | 2時間SP（19:00 - 20:54）  |
| 13           | 5月25日 | 昭和世代から令和世代に伝えたい名曲100選                          | - 石原良純 - 松本明子 - 出川哲朗 - 高橋茂雄（サバンナ）                                       | - 四千頭身 - 渡邉美穂 - ゆうちゃみ                                                            | 2時間SP（19:00 - 20:54）  |
| 13           | 5月25日 | 80代に調査「あなたの人生で1番のヒーローは？」                    | - 石原良純 - 松本明子 - 出川哲朗 - 高橋茂雄（サバンナ）                                       | - 四千頭身 - 渡邉美穂 - ゆうちゃみ                                                            | 2時間SP（19:00 - 20:54）  |
| 13           | 5月25日 | 令和世代が最も驚いた「昭和・平成の当たり前」は？                 | - 石原良純 - 松本明子 - 出川哲朗 - 高橋茂雄（サバンナ）                                       | - 四千頭身 - 渡邉美穂 - ゆうちゃみ                                                            | 2時間SP（19:00 - 20:54）  |
| 13           | 5月25日 | 令和世代に調査「20世紀の名言&名場面 知っていますか？」           | - 石原良純 - 松本明子 - 出川哲朗 - 高橋茂雄（サバンナ）                                       | - 四千頭身 - 渡邉美穂 - ゆうちゃみ                                                            | 2時間SP（19:00 - 20:54）  |
| 14           | 6月1日  | 昭和世代から令和世代に伝えたい名曲100選                          | - 島崎和歌子 - 中山美穂 - 小峠英二（バイきんぐ） - 勝村政信 - 長嶋一茂                        | - 宮下草薙 - 河田陽菜（日向坂46） - 山之内すず - 樋口日奈                                     | 2時間SP（19:00 - 20:54）  |
| 14           | 6月1日  | 全世代に調査「あなたが思う『No.1夏ソング』といえば？」           | - 島崎和歌子 - 中山美穂 - 小峠英二（バイきんぐ） - 勝村政信 - 長嶋一茂                        | - 宮下草薙 - 河田陽菜（日向坂46） - 山之内すず - 樋口日奈                                     | 2時間SP（19:00 - 20:54）  |
| 14           | 6月1日  | TUBE CD売上枚数ランキング                                        | - 島崎和歌子 - 中山美穂 - 小峠英二（バイきんぐ） - 勝村政信 - 長嶋一茂                        | - 宮下草薙 - 河田陽菜（日向坂46） - 山之内すず - 樋口日奈                                     | 2時間SP（19:00 - 20:54）  |
| 14           | 6月1日  | 昭和世代アイドル 夏うた貴重映像                                  | - 島崎和歌子 - 中山美穂 - 小峠英二（バイきんぐ） - 勝村政信 - 長嶋一茂                        | - 宮下草薙 - 河田陽菜（日向坂46） - 山之内すず - 樋口日奈                                     | 2時間SP（19:00 - 20:54）  |
| 14           | 6月1日  | 昭和世代定番の卒業ソング                                         | - 島崎和歌子 - 中山美穂 - 小峠英二（バイきんぐ） - 勝村政信 - 長嶋一茂                        | - 宮下草薙 - 河田陽菜（日向坂46） - 山之内すず - 樋口日奈                                     | 2時間SP（19:00 - 20:54）  |
| 14           | 6月1日  | 令和世代が最も驚いた「昭和・平成の当たり前」は？                 | - 島崎和歌子 - 中山美穂 - 小峠英二（バイきんぐ） - 勝村政信 - 長嶋一茂                        | - 宮下草薙 - 河田陽菜（日向坂46） - 山之内すず - 樋口日奈                                     | 2時間SP（19:00 - 20:54）  |
| 15           | 7月6日  | 昭和世代から令和世代に伝えたい名曲100選                          | - 武田鉄矢 - 南野陽子 - 石原良純 - 高橋茂雄（サバンナ）                                       | - 渋谷凪咲（NMB48） - せいや（霜降り明星） - 齊藤京子（日向坂46）                             | 10分縮小（19:00 - 19:50） |
| 15           | 7月6日  | 80代に調査「人生で1番のテレビ名場面は？」                        | - 武田鉄矢 - 南野陽子 - 石原良純 - 高橋茂雄（サバンナ）                                       | - 渋谷凪咲（NMB48） - せいや（霜降り明星） - 齊藤京子（日向坂46）                             | 10分縮小（19:00 - 19:50） |
| 16           | 8月3日  | 昭和世代が選ぶNo.1「ホリが深いハンサム俳優」                     | - 島崎和歌子 - 高橋茂雄（サバンナ） - 長嶋一茂 - 森口博子                                     | - 朝日奈央 - 井桁弘恵 - 森本晋太郎（トンツカタン）                                            | 2時間SP（19:00 - 20:54）  |
| 16           | 8月3日  | 世代別に選ぶ「No.1 歌が上手い女性歌手アーティスト」              | - 島崎和歌子 - 高橋茂雄（サバンナ） - 長嶋一茂 - 森口博子                                     | - 朝日奈央 - 井桁弘恵 - 森本晋太郎（トンツカタン）                                            | 2時間SP（19:00 - 20:54）  |
| 17           | 8月10日 | 昭和・平成の行列&人だかりの先には…                               | - 田中律子 - 高橋茂雄（サバンナ） - YOU - 長嶋一茂                                            | - 宮下草薙 - 松田里奈（櫻坂46） - 藤田ニコル                                                  | 2時間SP（19:00 - 20:54）  |
| 17           | 8月10日 | 昭和世代から令和世代に伝えたい名曲100選                          | - 田中律子 - 高橋茂雄（サバンナ） - YOU - 長嶋一茂                                            | - 宮下草薙 - 松田里奈（櫻坂46） - 藤田ニコル                                                  | 2時間SP（19:00 - 20:54）  |
| 17           | 8月10日 | 全世代に調査「親に買ってもらって嬉しかったもの」といえば？       | - 田中律子 - 高橋茂雄（サバンナ） - YOU - 長嶋一茂                                            | - 宮下草薙 - 松田里奈（櫻坂46） - 藤田ニコル                                                  | 2時間SP（19:00 - 20:54）  |

### ザ・ニンチドショー

#### 2023年
| 回 | 放送日   | テーマ                                                   | ゲスト                                                    | 昭和世代                                  | 令和世代                                                 | 備考 |
| -- | -------- | -------------------------------------------------------- | --------------------------------------------------------- | ----------------------------------------- | -------------------------------------------------------- | ---- |
| 1  | 9月16日  | 知って得する歌謡曲SP                                     |                                                           | - 武田鉄矢 - 森口博子                     | - せいや（霜降り明星） - ゆうちゃみ                      |      |
| 2  | 9月30日  | 学べるCM特集！                                           |                                                           | - 石原良純 - 山瀬まみ                     | - 東京ホテイソン（たける・ショーゴ） - 山之内すず        |      |
| 3  | 10月7日  | 昔、自分の部屋にあったモノSP！                           |                                                           | - 石原良純 - 松本明子                     | - 福田麻貴（3時のヒロイン） - 森本晋太郎（トンツカタン） |      |
| 4  | 10月21日 | スポーツ名場面満載！世代別に大調査“世紀の一戦”SP         |                                                           | - 高橋茂雄（サバンナ） - 徳光和夫         | - 村重杏奈 - 渡辺裕太                                    |      |
| 5  | 10月28日 | 若者たちが「かっこいい」と思う歌謡曲のイントロを大調査！ |                                                           | - 藤井隆 - 藤本美貴                       | - 岡田紗佳 - 蓮見翔（ダウ90000）                         |      |
| 5  | 10月28日 | 昭和世代が令和世代に伝えたい名曲100選                    |                                                           | - 藤井隆 - 藤本美貴                       | - 岡田紗佳 - 蓮見翔（ダウ90000）                         |      |
| 6  | 11月4日  | 昭和・平成の懐かしい家電を当時のCM映像とともに振り返る！ |                                                           | - 磯山さやか - 陣内智則                   | - 池田美優 - カミナリ（竹内まなぶ・石田たくみ）          |      |
| 7  | 11月18日 | 学生時代にカバンに入れていた物を大調査                   | - サンドウィッチマン（富澤たけし・伊達みきお） - 唐橋ユミ |                                           |                                                          |      |
| 7  | 11月18日 | クイズ！令和世代が知らないのは？ ニンチド0を避けろ！     | - サンドウィッチマン（富澤たけし・伊達みきお） - 唐橋ユミ |                                           |                                                          |      |
| 8  | 12月2日  | 懐かしドラマに映るブレイク前有名人は誰？                 |                                                           | - 児嶋一哉（アンジャッシュ） - 雛形あきこ | - 蓮見翔（ダウ90000） - 森香澄                           |      |
| 8  | 12月2日  | 懐かしCMに関する疑問を調べ隊                             |                                                           | - 児嶋一哉（アンジャッシュ） - 雛形あきこ | - 蓮見翔（ダウ90000） - 森香澄                           |      |

#### 2024年
| 回   | 放送日                          | テーマ                                                                                           | ゲスト | 昭和世代                                                                         | 令和世代                                                                           | 備考                                                             |
| ---- | ------------------------------- | ------------------------------------------------------------------------------------------------ | --- | -------------------------------------------------------------------------------- | ---------------------------------------------------------------------------------- | ---------------------------------------------------------------- |
| 9    | 1月20日                         | 懐かしのアレコレ まだある？もうない？クイズ                                                      | | - 浅香唯 - 小木博明（おぎやはぎ） - 高橋真麻                                     | - 東京ホテイソン（たける・ショーゴ）                                               |                                                                  |
| 9    | 1月20日                         | 視聴者のギモン調べ隊                                                                             | | - 浅香唯 - 小木博明（おぎやはぎ） - 高橋真麻                                     | - 東京ホテイソン（たける・ショーゴ）                                               |                                                                  |
| 10   | 1月27日                         | 昭和平成令和の気持ちいい！ 大逆転劇連発SP                                                        | | - 井戸田潤（スピードワゴン） - 平野ノラ                                          | - 稲村亜美 - 槙野智章                                                              |                                                                  |
| 11   | 3月9日                          | 昭和vs令和 人生で一番衝撃を受けた食べ物を調査                                                    | | - 浅香唯 - 伊集院光                                                              | - 武元唯衣（櫻坂46） - 蓮見翔（ダウ90000）                                         |                                                                  |
| 12   | 3月16日                         | まだある？もうない？クイズ                                                                       | | - 高畑淳子 - 吉村崇（平成ノブシコブシ）                                          | - 大友花恋 - 東京ホテイソン（たける・ショーゴ）                                    |                                                                  |
| 13   | 3月23日                         | クイズ40年前の渋谷の映像で若者が驚いた事は？                                                     | | - 熊谷真実 - モト冬樹                                                            | - ティモンディ（前田裕太・高岸宏行） - ゆうちゃみ                                  |                                                                  |
| 13   | 3月23日                         | クイズ！令和世代が知らないのは？ ニンチド0を避けろ！                                             | | - 熊谷真実 - モト冬樹                                                            | - ティモンディ（前田裕太・高岸宏行） - ゆうちゃみ                                  |                                                                  |
| 14   | 4月11日（木）                   | 世紀の大逆転劇だけ見せます！ 気持ちイイ瞬間15連発SP                                              | - 井桁弘恵 - 石原良純 - 井森美幸 - タイムマシーン3号（山本浩司・関太） - 高橋茂雄（サバンナ） - 槙野智章 - 徳井健太（平成ノブシコブシ） - 下平さやか（テレビ朝日アナウンサー） |                                                                                  |                                                                                    | 19:54 - 21:54まで放送                                            |
| 15   | 4月20日                         | クイズ！昭和・平成の1位 今何位？                                                                 | | - 伊集院光 - 森口博子                                                            | - 東京ホテイソン（ショーゴ・たける）                                               |                                                                  |
| 15   | 4月20日                         | 実家にあった懐かしいものを大特集                                                                 | | - 伊集院光 - 森口博子                                                            | - 東京ホテイソン（ショーゴ・たける）                                               |                                                                  |
| 16   | 4月27日                         | クイズ！昭和・平成の1位 今何位？                                                                 | | - 春日俊彰（オードリー） - 森口博子                                              | - 蛙亭（イワクラ・中野周平）                                                       |                                                                  |
| 16   | 4月27日                         | 懐かしのアレコレまだある？もうない？クイズ                                                       | | - 春日俊彰（オードリー） - 森口博子                                              | - 蛙亭（イワクラ・中野周平）                                                       |                                                                  |
| 17   | 5月11日                         | 40～50年前の原宿の映像を見て若者が驚いた事は？                                                   | | - 高橋茂雄（サバンナ） - 三田寛子                                                | - 井上咲楽 - 小森隼（GENERATIONS）                                                 |                                                                  |
| 17   | 5月11日                         | クイズ！アノ衝撃は今のコレ！                                                                     | | - 高橋茂雄（サバンナ） - 三田寛子                                                | - 井上咲楽 - 小森隼（GENERATIONS）                                                 |                                                                  |
| 18   | 5月18日                         | クイズ！どんでん返しCM 第2弾                                                                     | - 伊集院光 - 武元唯衣（櫻坂46） - 友近 - 村上（マヂカルラブリー） |                                                                                  |                                                                                    |                                                                  |
| 18   | 5月18日                         | 昭和世代は”昔ながら"と"今風”どっちが好き？                                                       | - 伊集院光 - 武元唯衣（櫻坂46） - 友近 - 村上（マヂカルラブリー） |                                                                                  |                                                                                    |                                                                  |
| 19   | 5月25日                         | 昭和時代にすでにあった？なかった？クイズ                                                         | - 相田翔子 - 大友花恋 - 河合郁人 - 藤井隆 |                                                                                  |                                                                                    |                                                                  |
| 20   | 6月8日                          | 40～50年前の新宿映像で若者が驚いた事は？                                                         | - 伊集院光 - いとうまい子 - 笛木優子 - 吉村崇（平成ノブシコブシ） |                                                                                  |                                                                                    |                                                                  |
| 20   | 6月8日                          | MC後藤さんに懐かしいって言わせたいゲーム                                                         | - 伊集院光 - いとうまい子 - 笛木優子 - 吉村崇（平成ノブシコブシ） |                                                                                  |                                                                                    |                                                                  |
| 21   | 6月15日                         | クイズ！このCMのダジャレは一体なんダジャレ？                                                     | | - なすなかにし（中西茂樹・那須晃行） - 山瀬まみ                                  | - 加納（Aマッソ） - 田村保乃（櫻坂46）                                             |                                                                  |
| 21   | 6月15日                         | 最近見なくなった昭和遺産探せばまだある？もうない？クイズ                                         | | - なすなかにし（中西茂樹・那須晃行） - 山瀬まみ                                  | - 加納（Aマッソ） - 田村保乃（櫻坂46）                                             |                                                                  |
| 22   | 7月13日                         | クイズ！このCMのダジャレは一体何ダジャレ？                                                       | | - 田中律子 - なすなかにし（那須晃行・中西茂樹）                                  | - 賀屋壮也（かが屋） - 谷まりあ                                                    |                                                                  |
| 22   | 7月13日                         | 老舗企業のロングセラー商品CM いろいろ見て学んじゃおう！ ロングセラーCMに学ぶプレゼント応募の歴史 | | - 田中律子 - なすなかにし（那須晃行・中西茂樹）                                  | - 賀屋壮也（かが屋） - 谷まりあ                                                    |                                                                  |
| 23   | 7月18日（木）                   | ニンチド夏SP 100人が選んだ夏のオリンピック大逆転的ベスト20                                       | - 有森裕子 - 伊集院光 - 稲村亜美 - 内田篤人 - かたせ梨乃 - 狩野舞子 - 齊藤京子 - 陣内智則 - 東京ホテイソン - 野村忠宏 - 古田敦也                                               |                                                                                  |                                                                                    | 19:00 - 21:48の放送。                                            |
| 24   | 8月3日                          | ニンチド特別編 80年代の東京映像に映る10個の謎は？ 昭和と令和に分かれて対決！ THE 世代感SP        | | - 赤江珠緒 - 浅野ゆう子 - 梅沢富美男 - 春日俊彰（オードリー） - ケンドーコバヤシ | - 高山一実 - 蓮見翔（ダウ90000） - ゆうちゃみ - ロングコートダディ（堂前透・兎）   | 19:00 - 20:00の放送。                                            |
| 25   | 8月31日                         | 昭和・平成の1位 今何位？～「恋」という歌詞編～                                                   | - 陣内智則 - 東京ホテイソン（ショーゴ・たける） - 中村アン - 森口博子 |                                                                                  |                                                                                    |                                                                  |
| 25   | 8月31日                         | 昭和時代にすでにあった？なかった？クイズ                                                         | - 陣内智則 - 東京ホテイソン（ショーゴ・たける） - 中村アン - 森口博子 |                                                                                  |                                                                                    |                                                                  |
| 26   | 9月14日                         | 最後まで何のCMかわからないクイズ                                                                 | | - アルコ&ピース（平子祐希・酒井健太） - アンミカ                                 | - 朝日奈央 - 猪狩蒼弥（HiHi Jets）                                                 |                                                                  |
| 26   | 9月14日                         | 昭和世代が好きなのは「ホットケーキ」or「パンケーキ」どっち？                                     | | - アルコ&ピース（平子祐希・酒井健太） - アンミカ                                 | - 朝日奈央 - 猪狩蒼弥（HiHi Jets）                                                 |                                                                  |
| 特番 | 10月2日（水） （21:00 - 21:54） | 80年代の東京の映像&1989年（平成元年）の映像を見せて若者が驚いた事は？                            | | - 伊集院光 - 遠藤憲一 - 陣内智則 - 武田鉄矢 - 三田寛子                           | - 菅井友香 - 東京ホテイソン（たける・ショーゴ） - 蓮見翔（ダウ90000） - 山之内すず | 番組名「懐かし映像の謎を解明せよ！昭和vs令和世代間ニンチド対決」 |
| 特番 | 10月2日（水） （21:00 - 21:54） | 昭和のアイドルの歌唱映像を見せて若者が驚いた事は？                                               | | - 伊集院光 - 遠藤憲一 - 陣内智則 - 武田鉄矢 - 三田寛子                           | - 菅井友香 - 東京ホテイソン（たける・ショーゴ） - 蓮見翔（ダウ90000） - 山之内すず | 番組名「懐かし映像の謎を解明せよ！昭和vs令和世代間ニンチド対決」 |
| 27   | 10月8日（火） （19:00 - 21:54） | スポーツ世紀の大逆転劇第4弾！ パリメダリスト&野球サッカー日本代表戦ランキング                    | - 飯村一輝 - 石原良純 - 内田篤人 - 大岩義明 - 萱和磨 - 高橋茂雄（サバンナ） - 玉井陸斗 - 寺脇康文 - 鳥谷敬 - 長谷川忍（シソンヌ） - 元木咲良 - 吉田沙保里                      |                                                                                  |                                                                                    |                                                                  |

### THE 世代感

#### 2024年
| 回 | 放送日   | テーマ                                                             | 昭和世代                                            | 令和世代                         | 備考                                          |
| -- | -------- | ------------------------------------------------------------------ | --------------------------------------------------- | -------------------------------- | --------------------------------------------- |
| 1  | 10月12日 | 80年代の修学旅行の映像を見て若者が驚いた事は？                     | - 岩城滉一 - 高橋茂雄（サバンナ）                   | - 池田美優 - 木村柾哉（INI）     | この放送日から「THE世代感」としてリニューアル |
| 1  | 10月12日 | 岩城滉一出演の懐かしCMに潜む謎を調査                               | - 岩城滉一 - 高橋茂雄（サバンナ）                   | - 池田美優 - 木村柾哉（INI）     | この放送日から「THE世代感」としてリニューアル |
| 2  | 10月19日 | 40年以上前の駅前の映像を見て若者が驚いた事は？                     | - いとうまい子 - なすなかにし（那須晃行・中西茂樹） | - 加納（Aマッソ） - 村重杏奈     |                                               |
| 2  | 10月19日 | 世代別 子どもの頃何故か怖かったもの調査                            | - いとうまい子 - なすなかにし（那須晃行・中西茂樹） | - 加納（Aマッソ） - 村重杏奈     |                                               |
| 3  | 10月26日 | 40年以上前の小学校の映像を見て若者が驚いた事は？                   | - 柴田英嗣（アンタッチャブル） - 八木亜希子         | - 浮所飛貴（美 少年） - 大友花恋 |                                               |
| 4  | 11月23日 | 80年代のコンビニCMと約40年前の軽井沢の映像を見て若者が驚いた事は？ | - 伊集院光 - 高畑淳子                               | - 池田美優 - 那須雄登（美少年）  |                                               |

#### 2025年
| 回 | 放送日  | テーマ | 昭和世代                                                           | 令和世代                                                      | 備考                                |
| -- | ------- | --- | ------------------------------------------------------------------ | ------------------------------------------------------------- | ----------------------------------- |
| 5  | 1月11日 | 1970年代（昭和45年代）の東京の映像を見て若者が驚いたことは？ | - 遠藤久美子 - モト冬樹                                            | - 井上咲楽 - 小島健（Aぇ!group） - 宮近海斗（Travis Japan）   |                                     |
| 6  | 1月18日 | 80・90年代のビールCMと約50年前の東京の映像を見て若者が驚いた事は？ | - 伊集院光 - 榊原郁恵                                              | - 猪狩蒼弥（HiHi Jets） - 森香澄                              |                                     |
| 7  | 2月1日  | 80年代の銀座の映像を見て若者が驚いたこととは？ クイズどんでん返しCM | - 井森美幸 - 柴田英嗣（アンタッチャブル）                          | - 片寄涼太（GENERATIONS） - みりちゃむ                        |                                     |
| 8  | 2月8日  | 昭和最後の日（1989年1月7日）と平成最初の日（1989年1月8日）以降の東京の映像を見て若者が驚いたことは？ なるべく昔のものとなるべく新しいものを答えろクイズ | - いとうまい子 - ケンドーコバヤシ                                  | - 浮所飛貴（美 少年） - 藤田二コル                            |                                     |
| 9  | 2月15日 | 1982年（昭和57年）の杉並区の映像を見て若者が驚いたことは？ なるべく昔のものとなるべく新しいものを答えろクイズ | - 小籔千豊 - 三田寛子                                              | - 大友花恋 - 中村歌之助                                       |                                     |
| 10 | 2月22日 | 1970年（昭和45年）の大阪万博と1985年（昭和60年）のつくば万博の映像を見て若者が驚いたことは？ 昭和歌謡を若者に聴かせてタイトルを想像して本当の曲タイトルを当てるクイズ！                                                                                            | - 浅香唯 - 井戸田潤（スピードワゴン）                              | - 猪狩蒼弥（KEY TO LIT） - ゆうちゃみ                         |                                     |
| 11 | 3月1日  | 1986年（昭和61年）と1983年（昭和58年）の上野公園での花見の映像を見て若者が驚いたことは？ なるべく昔のものとなるべく新しいものを答えろクイズ | - 陣内智則 - 遼河はるひ                                            | - 東京ホテイソン（たける・ショーゴ） - 山之内すず             | この回まで土曜22:00 - 22:54の放送。 |
| 12 | 4月5日  | 1980年（昭和55年）頃の横浜の映像を見て若者が驚いたことは？ | - 長嶋一茂 - 島崎和歌子                                            | - 井桁弘恵 - ガク（真空ジェシカ）                             | この回から土曜22:00 - 22:30の放送。 |
| 13 | 4月12日 | 1980年（昭和55年）頃の熱海・伊東の映像を見て若者が驚いたことは？ | - 森田哲矢（さらば青春の光） - 矢田亜希子                          | - 正門良規（Aぇ! group） - 松田好花（日向坂46）               |                                     |
| 14 | 4月26日 | 1988年（昭和63年）・1983年（昭和58年）のGWの成田空港の出入国と1970年代（昭和45年代）のGWの横浜ドリームランドの風景と1983年（昭和58年）・1984年（昭和59年）のGWの行楽地の映像を見て若者が驚いたことは？                                                             | - 辺見えみり - みなみかわ                                          | - 池田美優 - 那須雄登（ACEes）                                |                                     |
| 15 | 5月3日  | 1982年（昭和57年）の小学校の日光への修学旅行に密着したドキュメンタリー番組『親の目・子の目』を見て若者が驚いたことは？ | - 大久保佳代子（オアシズ） - みなみかわ                            | - 池田美優 - 那須雄登（ACEes）                                |                                     |
| 16 | 5月10日 | 1980年（昭和55年）頃の池袋・高田馬場の映像を見て若者が驚いたことは？ | - 伊集院光 - 藤本美貴                                              | - 菅田琳寧（B&ZAI） - たける（東京ホテイソン）                |                                     |
| 17 | 5月17日 | 1983年（昭和58年）・1980年（昭和55年）頃の大宮と1983年（昭和58年）の浦和の映像を見て若者が驚いたことは？ | - 藤本美貴 - 三宅裕司                                              | - 朝日奈央 - たける（東京ホテイソン）                         |                                     |
| 18 | 5月24日 | 1985年（昭和60年）放送の旅番組『誘われて二人旅～会津編～』を見て若者が驚いたことは？ | - なすなかにし（那須晃行・中西茂樹） - 別所哲也                    | - 川﨑皇輝 - 松田好花（日向坂46）                             |                                     |
| 19 | 6月7日  | 1982年（昭和57年）の小学校の持ち物検査と小学生の部屋を映したドキュメンタリー番組『親の目・子の目』を見て若者が驚いたことは？ | - 陣内智則 - 八木亜希子                                            | - 川﨑皇輝 - 渡邉美穂                                         |                                     |
| 20 | 6月14日 | 1986年（昭和61年）放送の警察・救急ドキュメンタリー『大東京緊急24時』を見て若者が驚いたことは？ | - 飯尾和樹（ずん） - 井森美幸                                      | - 浮所飛貴（ACEes） - 山之内すず                              |                                     |
| 21 | 6月22日 | 1960年代（昭和45年代）～1980年代（昭和55年代）に名女優が出演したテレビCMと1989年（平成元年）放送のドラマ『だまされたって愛されたい』・『オモチャを抱いた大人たち』の中に映る東京の風景を見て若者が驚いたことは？                                                   | - 伊集院光 - 菊池桃子 - 高橋茂雄（サバンナ） - 中田喜子 - 藤本美貴 | - 岡部大（ハナコ） - せいや（霜降り明星） - 橋本環奈 - ROIROM | 日曜日の放送。 （18:50 - 19:54）    |
| 22 | 7月5日  | 1983年（昭和58年）・1978年（昭和53年）の高崎と1981年（昭和56年）の水上町（現・みなかみ町）の映像を見て若者が驚いたことは？ | - 井森美幸 - 関太（タイムマシーン3号）                             | - 井上咲楽 - 宮下兼史鷹（宮下草薙）                           |                                     |
| 23 | 7月12日 | 昭和の学校あるあるのうち実際にあった・現在でもまだあるものを当てる2択クイズ | - 土田晃之 - 辺見えみり                                            | - 猪狩蒼弥（KEY TO LIT） - 井桁弘恵                           |                                     |
| 24 | 8月2日  | 1978年（昭和53年）・1980年（昭和55年）の東京駅と1979年（昭和54年）の有楽町駅と1980年（昭和55年）の新橋駅の映像を見て若者が驚いたことは？ | - みなみかわ - 美保純                                              | - 猪狩蒼弥（KEY TO LIT） - 齊藤京子                           |                                     |
| 25 | 8月9日  | 1985年（昭和60年）・1984年（昭和59年）7月の小学校の臨海学校・林間学校と1983年（昭和58年）7月の小学校のプールの授業と1989年（平成元年）7月の小学校の終業式と1982年（昭和57年）8月のデパートの屋上と1984年（昭和59年）の渋谷駅前などの映像を見て若者が驚いたことは？ | - いとうあさこ - 小木博明（おぎやはぎ）                            | - 池田美優 - 東京ホテイソン                                   |                                     |
| 26 | 8月23日 | | - いとうあさこ - 柴田英嗣（アンタッチャブル）                      | - 池田美優 - 鈴鹿央士                                         |                                     |

### 特番

#### 2025年
| 回 | 放送日            | テーマ | 特別ゲスト                                                          | ゲスト                                                                                   | 昭和シニア世代                                            | 昭和ミドル世代                                       | 平成世代                                         | 令和世代                                              | 備考                     |
| -- | ----------------- | --- | ------------------------------------------------------------------- | ---------------------------------------------------------------------------------------- | --------------------------------------------------------- | ---------------------------------------------------- | ------------------------------------------------ | ----------------------------------------------------- | ------------------------ |
| 1  | 2月11日（火・祝） | 過去のマクドナルド・コカ・コーラのCMと昭和歌謡の映像と昭和の小学生たちの行動を見て若者が驚いた事は？                                                                                 |                                                                     |                                                                                          | - 飯尾和樹（ずん） - 高橋英樹 - 中田喜子                  | - かたせ梨乃 - 高橋茂雄（サバンナ） - 名取裕子       | - ウエンツ瑛士 - 高橋真麻 - 長谷川忍（シソンヌ） | - 岩﨑大昇（美 少年） - 武元唯衣（櫻坂46） - 村山輝星 | 2時間SP（19:00 - 21:00） |
| 2  | 3月11日（火）     | スナック菓子・チョコレート菓子の懐かしCMと1981年（昭和56年）～1984年（昭和59年）の小学校の行事の映像と1985年（昭和60年）放送のドラマ『逆転あばれはっちゃく』を見て若者が驚いた事は？ |                                                                     |                                                                                          | - 浅野ゆう子 - 井森美幸 - 菊池桃子 - 高橋茂雄（サバンナ） | - 伊集院光 - 柴田英嗣（アンタッチャブル） - 杉本哲太 | - ウエンツ瑛士 - 夏菜 - 長谷川忍（シソンヌ）     | - 大友花恋 - 川﨑皇輝（少年忍者） - 村山輝星          | 2時間SP（19:00 - 21:00） |
| 3  | 8月2日（土）      | 夏の高校野球 歴史的大逆転 ベスト10 | - 川上憲伸 - 斎藤佑樹 - 古田敦也 - 松井稼頭央 - 松坂大輔 - 元木大介 | - 伊集院光 - 井森美幸 - 黒見明香（乃木坂46） - ヒロド歩美 - 山崎弘也（アンタッチャブル） |                                                           |                                                      |                                                  |                                                       | 2時間SP（19:00 - 20:54） |

## ネット局
| 放送対象地域   | 放送局                       | 系列           | 放送時間           | ネット状況 | 備考           |
| -------------- | ---------------------------- | -------------- | ------------------ | ---------- | -------------- |
| 関東広域圏     | テレビ朝日（EX）             | テレビ朝日系列 | 土曜 22:00 - 22:54 | 【制作局】 | 【制作局】     |
| 北海道         | 北海道テレビ（HTB）          | テレビ朝日系列 | 土曜 22:00 - 22:54 | フルネット |                |
| 青森県         | 青森朝日放送（ABA）          | テレビ朝日系列 | 土曜 22:00 - 22:54 | フルネット |                |
| 岩手県         | 岩手朝日テレビ（IAT）        | テレビ朝日系列 | 土曜 22:00 - 22:54 | フルネット |                |
| 宮城県         | 東日本放送（khb）            | テレビ朝日系列 | 土曜 22:00 - 22:54 | フルネット |                |
| 山形県         | 山形テレビ（YTS）            | テレビ朝日系列 | 土曜 22:00 - 22:54 | フルネット |                |
| 福島県         | 福島放送（KFB）              | テレビ朝日系列 | 土曜 22:00 - 22:54 | フルネット | [ 4 ]          |
| 静岡県         | 静岡朝日テレビ（SATV）       | テレビ朝日系列 | 土曜 22:00 - 22:54 | フルネット |                |
| 中京広域圏     | 名古屋テレビ（メ～テレ/NBN） | テレビ朝日系列 | 土曜 22:00 - 22:54 | フルネット |                |
| 広島県         | 広島ホームテレビ（HOME）     | テレビ朝日系列 | 土曜 22:00 - 22:54 | フルネット |                |
| 山口県         | 山口朝日放送（yab）          | テレビ朝日系列 | 土曜 22:00 - 22:54 | フルネット |                |
| 香川県・岡山県 | 瀬戸内海放送（KSB）          | テレビ朝日系列 | 土曜 22:00 - 22:54 | フルネット |                |
| 愛媛県         | 愛媛朝日テレビ（eat）        | テレビ朝日系列 | 土曜 22:00 - 22:54 | フルネット |                |
| 福岡県         | 九州朝日放送（KBC）          | テレビ朝日系列 | 土曜 22:00 - 22:54 | フルネット |                |
| 長崎県         | 長崎文化放送（ncc）          | テレビ朝日系列 | 土曜 22:00 - 22:54 | フルネット |                |
| 熊本県         | 熊本朝日放送（KAB）          | テレビ朝日系列 | 土曜 22:00 - 22:54 | フルネット |                |
| 大分県         | 大分朝日放送（OAB）          | テレビ朝日系列 | 土曜 22:00 - 22:54 | フルネット |                |
| 鹿児島県       | 鹿児島放送（KKB）            | テレビ朝日系列 | 土曜 22:00 - 22:54 | フルネット |                |
| 秋田県         | 秋田朝日放送（AAB）          | テレビ朝日系列 | 土曜 22:00 - 22:54 | フルネット |                |
| 新潟県         | 新潟テレビ21（UX）           | テレビ朝日系列 | 土曜 22:00 - 22:54 | フルネット |                |
| 長野県         | 長野朝日放送（abn）          | テレビ朝日系列 | 土曜 22:00 - 22:54 | フルネット | [ 注 3 ]       |
| 石川県         | 北陸朝日放送（HAB）          | テレビ朝日系列 | 土曜 22:00 - 22:54 | フルネット | [ 注 4 ]       |
| 近畿広域圏     | 朝日放送テレビ（ABC TV）     | テレビ朝日系列 | 土曜 22:00 - 22:54 | フルネット | [ 注 5 ]       |
| 沖縄県         | 琉球朝日放送（QAB）          | テレビ朝日系列 | 土曜 22:00 - 22:54 | フルネット | [ 注 6 ]       |
| 富山県         | チューリップテレビ（TUT）    | TBS系列        | 日曜 14:00 - 15:00 | 遅れネット | [ 5 ]          |
| 鳥取県・島根県 | 山陰放送（BSS）              | TBS系列        | 水曜 15:49 - 16:50 | 遅れネット | [ 6 ] [ 注 7 ] |

## スタッフ

### レギュラー
- ナレーション：荒井聡太
- 構成：伊藤正宏、興津豪乃（興津→2023年9月16日-）、矢野了平、水野英昭、村上洋賢、川又唱史
- TM：森山顕矩（テレビ朝日）
- TD/SW：平間隆啓（テイクシステムズ）
- カメラ：廣瀬義幸、千ヶ崎裕介、古川雅之、雨森貴之、宮本邦慶、青山和広、首藤翔太、丸山竜一、蝦名岳文、森山蒼馬、北川雄介【週替り】
- MIX：安食愛美、恒川和、内田楓【週替り】
- VE：田辺帆風、澤田翔平、橋口司、菅原功暉、菅野明弘、苫米地要二、山本夏実、鈴木太作【週替り】
- 照明：木内聡、中本明人、大實学【週替り】
- 美術：山本和記（テレビ朝日クリエイト）
- 美術/美術進行：仲田幸正（テレビ朝日クリエイト、2023年10月7日-、2023年8月までは美術進行）【週替り】
- 美術デザイン：小柳千尋、加藤由紀子（加藤→2025年2月-）
- 美術進行：奥田裕美、鈴木悠里（テレビ朝日クリエイト、鈴木→2025年2月-）
- 大道具：松嶋鈴（2023年9月16日-）
- 電飾：渡辺麗
- 小道具︰塚谷将朗（2025年2月-）
- 装飾：中嶋誠宗（2023年9月16日-）【毎週】、河瀬侑子（2024年1月20日-）【週替り】
- オブジェ：島田祥子（2023年9月16日-）
- メイク：川口カツラ店
- 音響効果：中島栄治（以前は週替り）
- 編集：下澤健一郎（2023年9月16日-）、門馬卓哉（2023年10月7日-）、阿部和（2025年6月14日-）【週替り】
- MA：土屋翼（2023年9月16日-）、松尾隆裕（2023年10月28日-）、山本倫緒（2025年2月-）【週替り】
- 編成：土井泰樹・大塚脩平（共にテレビ朝日、2025年7月12日-）
- 宣伝：堀場綾技子（テレビ朝日）
- TK：安達真理
- デスク：原利加子（テレビ朝日）
- 美術協力：tv asahi create、TELMIC（TELMIC→以前は週替り）
- 技術協力：テイクシステムズ、テレテック（テレテック→以前は週替り）、E-Forse studio（E→2023年9月16日-）、RAFT（RA→2023年9月30日-）、東京オフラインセンター
- リサーチ：石井千鶴【毎週】、大森智仁、ワイズプロジェクト、リベラス【週替り】
- 制作協力：エスピーボーン、花組、エヂカラ（エスピー→2023年8月までと2024年1月20日-、エヂカラ→以前は週替り）
- AP：池田ひかり、桑田絵理【毎週】、中野佑香、加藤ほのか（加藤→2023年10月28日-）、坂入清美、菅原朋子、長谷吉洋、俵木花純（俵木→以前はディレクター→一時離脱）【週替り】
- AD：新田桜子、上田瑠夏、坂本沙弥、片山出雲、石澤佑菜、吉渓駿太朗、綿谷麻衣、金澤祐貴、猪狩佑介、村上菜穂、酒井星、小島里華子、竹本恋、菅原啓、後川大樹、迫田佳香、渋谷佑里、竹本太一、澁谷風太、村瀬瑠璃、薮内龍太、谷萌々菜、山岸華奈、﨑井心、イ カヒョン、阿部桜花【週替り】
- ディレクター：兼丸洋介（エスエスシステム）、佐野主紘（テレビ朝日）、門脇大志、田中大和、原美桜子、後藤満里乃、小木曽克典、曽我和隆、坂本侑哉、高橋光、小島隆輔、北圭吾、川跡友里、西田法明、永井裕史、北島清次、阿部真哉、柄本昌太、本多慎太郎、坂本浩章【週替り】、岩本浩一（レスポ）【毎週】
- チーフディレクター：南家幸太、田中匡史、瀬津巧、持田謙二（瀬津・持田→2023年4月20日-、以前はディレクター）
- プロデューサー：米川宝（テレビ朝日、2025年7月12日-）、乾弘明、徳江長政、青田和大、平出さとし【毎週】、勝俣幸多、正頭なおみ（正頭→2023年9月16日-、AP時代はななみ名義）、ミンジ、勝木拓郎（勝木→2023年10月21日-）、野津彩乃（野津→以前は週替りAP）、横田裕昌、山北剛士、三浦謙太郎（三浦→2024年1月20日-、以前はディレクター）【週替り】
- プロデューサー・演出：増田哲英（テレビ朝日）
- ゼネラルプロデューサー：郷力大也（テレビ朝日、2023年7月6日-）
- 制作：テレビ朝日ビジネスソリューション本部 コンテンツ編成局第1制作部
- 制作著作：テレビ朝日

#### 過去のスタッフ
- ナレーション：湯浅真由美（2023年3月2日-12月）
- 構成：阿部快飛（2023年8月まで）
- カメラ：宮内大翼・若月潤都・石黒康一・時田将光・福元昭彦・吉田千明（テレビ朝日）、藤原朋巳、石井豪、玉手康裕、橋本圭祐【週替り】
- VE：松村綾香【週替り】
- 大道具：岩崎琢真（2023年8月まで）
- 装飾：宇都宮沙織（2023年8月まで）
- 造園：杉田英展（2023年8月まで）
- 音響効果：小林功樹【週替り】
- 編集：山本良（2023年8月まで）
- MA：大形省一【週替り】、須藤幹成（以前は週替り、2023年8月まで）
- 技術協力：tsp（2023年8月まで）
- 編成：岡村地郎・松尾健司・熊谷和也・清水正太郎・辻慈生（共にテレビ朝日、岡村・松尾→2023年7月6日まで、熊谷→2023年8月3日-2025年1月、清水→2025年2月-、辻→2023年8月3日-、共に2025年6月まで）
- 制作協力：TAIGA PRO（2023年8月まで）
- AP：上田莉子【毎週】、関谷いづみ、川上克己、大野敦子、竹田彩乃、木賀康元、薮内智子、中田容子、齋藤亜弓、山本祥光、佐々木宏之、内藤結葉、安立果菜、黒須めぐみ【週替り】（大野以降→2023年8月まで）
- AD：須山亮、下境恭平、八木洋平、皆見彩花、石黒希実、ーツ木圭介、近藤勇太、鈴木那海、古田島裕太、池村実音花、太田優衣、益子貴嗣、野々村翼、小林慎治、岡本佳那子、菊地愛、中西大登、西尾天平、菅原駿太朗、石黒雅人、牧野宏紀、三上遼太【週替り】
- ディレクター：山本裕典、山本周平、坂田朋久、門倉勝次【毎週】、舟木隆浩、眞木大輔、嶋田武史、河野啓太、寺尾幸星、丸山憲司、茂木孝太、藤本翔弥、植田良樹（テレビ朝日）、星啓大、仲野治夫、綿貫翔平、太田昌伸・足立達哉、矢野和久（テレビ朝日）、小林賢一、鈴木靖広、宮田綾子、松延由子、藤野智光（うずまき）、田村直樹、中村雄大、山浦太郎、菊地由晃【週替り】
- プロデューサー：名田圭佑・竹原信太郎（テレビ朝日、2023年7月6日まで）、高橋佑輔（テレビ朝日、2023年8月3日-2025年6月、以前はディレクター）、伊藤ひろみ、李英叔、河本和美、伊波智紀、佐藤啓、土橋覚
- ゼネラルプロデューサー：寺田伸也（テレビ朝日、2023年6月1日まで）

### 特番
- ナレーション：荒井聡太
- 構成：伊藤正宏、興津豪乃、村上洋賢
- TM：福元昭彦
- TD/SW：廣瀬義幸（第1回）、平間隆啓（第2回）
- カメラ：蝦名岳文（第1回）、保坂健一（第2回）
- MIX：安食愛美
- VE：橋口司
- 照明：中本明人
- 美術：吉居真夏（第2回）
- 美術デザイン：小林千尋（第2回）
- 美術進行：奥田裕美（第2回）
- 大道具：岩崎琢真
- 電飾：小板橋厚史（第2回）
- 装飾：宇都宮沙織（第2回）
- メイク：川口カツラ店
- 造園：杉田英展（第1回）
- 音響効果：山下洋樹（第1回）、中島栄治（第2回）
- 編集：倉田裕麻（第1回）、上野大地（第2回）
- MA：大形省一
- 編成：岡村地郎、泉良樹（テレビ朝日）
- 宣伝：松本基弘（テレビ朝日、第2回）
- TK：小島美和子（第2回）
- デスク：原利加子（第2回）
- 美術協力：/tv asahi create
- 技術協力：テイクシステムズ、東京オフラインセンター、tsp
- 制作協力：花組、エヂカラ
- AP：正頭なおみ、松村由衣、加藤桃代、反り目尚美（加藤・反り目→第2回）
- AD：子安祐也、戸澤俊、古田島裕太（共に第1回）、桒田真琴、竹田大海、山本順、下境恭平、菅原啓（共に第2回）
- ディレクター：南家幸太、山本周平、山本裕典、岩下貴、俵木花純、高橋光、木坂雄介、丸山将人、中村雄大・岩本浩一、奥田隆英（岩下以降→第2回）
- プロデューサー：竹原信太郎（テレビ朝日）、乾弘明、青田和大、伊波智紀
- プロデューサー・演出：増田哲英（テレビ朝日）
- ゼネラルプロデューサー：寺田伸也（テレビ朝日）
- 制作著作：テレビ朝日